# Гунтер де Бройн
Ґунтер (або Ґюнтер) де Бройн (нім. Günter de Bruyn; нар. 1 листопада 1926, Берлін — 4 жовтня 2020) — німецький письменник.

## Життєпис
Ґюнтер де Бройн все своє дитинство і юність провів у берлінському районі Брітц. У роки Другої світової війни був призваний до лав вермахту і з 1943 по 1945 рік воював у Чехословаччині, потім був поранений і потрапив у полон. Після звільнення і лікування в госпіталі вирушив до Потсдама, де пройшов курси шкільних вчителів, і після працював викладачем у комуні Меркиш-Лух до 1949 року.
У 1949—1953 роках де Бройн здобуває спеціальність бібліотекаря і з 1961 року працює науковим співробітником у Центральному інституті бібліотекознавства в Східному Берліні. З 1965 по 1978 рік є членом Спілки письменників НДР, а з 1974 по 1982 рік входить до складу президії Пен-центру НДР.
У 80-ті роки письменник дедалі частіше негативно висловлюється про політику, що проводиться Східною Німеччиною, а в 1989 році відмовляється від Національної премії НДР.
Крім письменницької діяльності, де Бройн також активно займається видавничою — в період з 1980 по 1996 рік вийшло 10 книг з заснованої ним серії «Бранденбурзький сад поетів» (Märkischer Dichtergarten).
Син письменника Вольфганг де Бройн (нар. 1951) також займається літературною діяльністю і очолює музей Генріха фон Кляйста у Франкфурті-на-Одері.